# Roland M. Begert

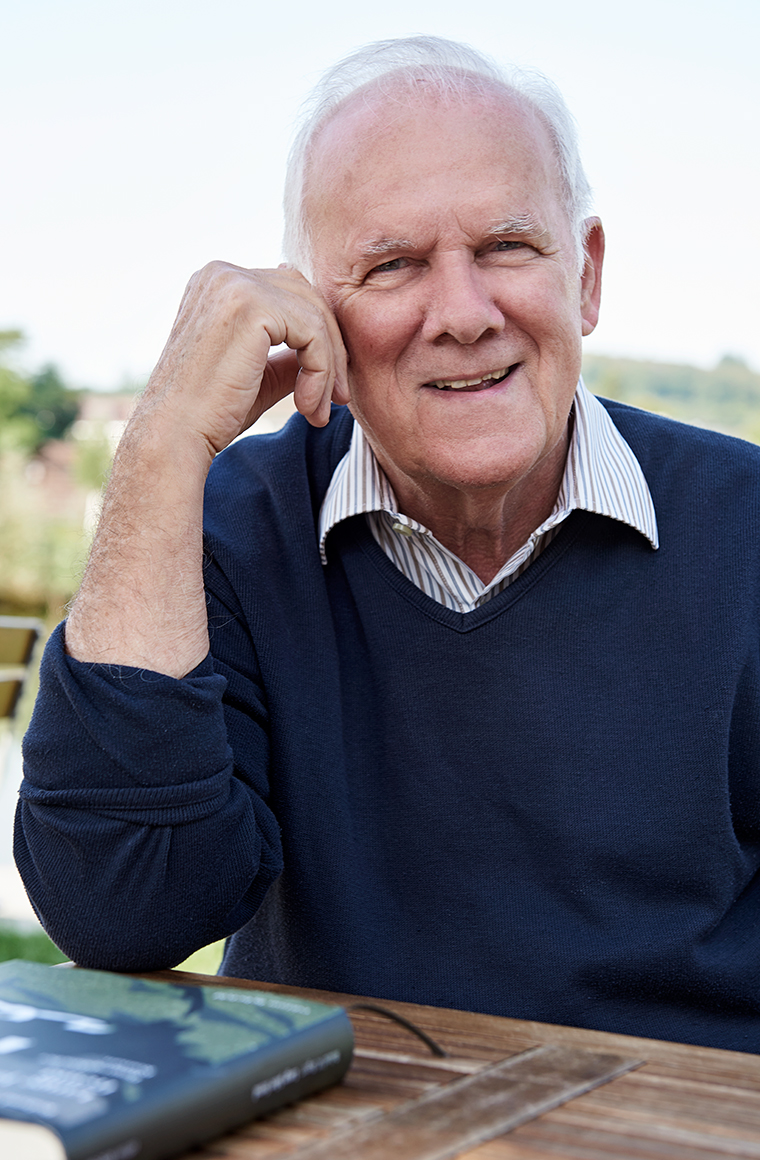
Roland M. Begert (2017)

Roland Marcel Begert (* 12. Mai 1937 in Biel/Bienne im Kanton Bern, Schweiz) war hauptberuflich Gymnasiallehrer für Wirtschaft und Recht. Seit seiner Pensionierung betätigt er sich als Schriftsteller.

## Leben
Roland M. Begert wuchs als protestantisches Kind in einem katholischen Heim auf. Mit 12 Jahren kam er als Verdingkind zu Pflegeeltern auf einen kleinen Bauernhof im bernischen Seeland. Nach der obligatorischen Schulzeit wurde er zu einer Giesserlehre gezwungen. Mehrere Jahre arbeitete er in verschiedenen Unternehmungen in der deutschen und französischen Schweiz, bevor er mit 28 Jahren in ein Abendgymnasium eintrat und sich mit 31 Jahren als Werkstudent an der Universität Bern für die Fächer Wirtschaft und Recht immatrikulierte. Er schloss das Hochschulstudium mit dem Doktorgrad ab. Fast 30 Jahre lang unterrichtete er am Gymnasium und teilweise in der Erwachsenenbildung Wirtschaft und Recht. Seit seiner Pensionierung betätigt sich Begert schriftstellerisch und journalistisch sowie in Lesungen und Vorträgen mit dem spezifisch schweizerischen sozialpolitischen Thema der Verdingung. Roland M. Begert lebt in Liebefeld im Kanton Bern.

## Werke
- Lange Jahre fremd. Biografischer Roman um ein Heim- und Verdingkind. Edition Liebefeld, Liebefeld 2008
- Lange Jahre fremd. Hörbuch, ausschliesslich Schwerstsehbehinderten oder Blinden zugänglich. Hrsg. Schweizerischer Blindenbund 2009.
- L’ombre de la souche. edition liebefeld gmbh, 2009. Französische Version von Lange Jahre fremd
- Verschiedene Zeitungsartikel zum Thema Verdingung
- Die letzte Häutung. Lehrerroman, Edition Liebefeld, Liebefeld 2012
- Eisensterne, Biografischer Roman, Edition Liebefeld, Liebefeld 2017, ISBN 978-3-9523510-5-5